# Adolphe Joanne
Adolphe-Laurent Joanne [ejtsd: zsoán] (Dijon, 1813. szeptember 15. – Párizs, 1881. március 1.) francia újságíró, műfordító, földrajzi író.

## Pályája
1836-tól Párizsban ügyvédeskedett, aztán az irodalomra adta magát. Híresek Itinéraires (Guides-J. 1841) cím alatt megjelent utazási könyvei, amelyek Franciaország, Németország, Anglia, Svájc és a Kelet nevezetes helyeiről és vidékeiről szólnak. Nagyobb utazási könyveiből Guides Diamant cím alatt 1866-tól rövid kivonat jelent meg. Kitűnő Joanne Dicitionnaire géographique de la France (4 kiad., Párizs, 1884) című munkája is.